# 瑪麗亞·特雷莎·陶洛·弗洛
瑪麗亞·特雷莎·陶洛·弗洛（英語：María Teresa Torró Flor，1992年5月2日—）是西班牙职业网球女运动员，2010年轉職業。她的WTA生涯最高單打排名為第47（2014年5月5日）。

## 外部連結
- 瑪麗亞·特雷莎·陶洛·弗洛的国际女子网球协会官方資料（英文）
- 瑪麗亞·特雷莎·陶洛·弗洛的國際網球總會 職業／青少年 官方資料（英文）
- Fed Cup - Player profile - María Teresa Torró Flor (ESP) （页面存档备份，存于）